# Jalilulah I
Jalilulah I (en persa: خلیل الله یکم‎), también conocido como Sultán-Jalil (en persa: سلطان-خلیل‎), fue el shirvansháh (rey de Shirván) desde 1418 hasta 1465. Era hijo y sucesor de Ibrahim I y fue sucedido por su hijo Farruj Yasar.

## Reinado
Después de la muerte del gobernante Qara Qoyunlu, Qara Yusuf, en 1420, muchos de sus súbditos conquistados, que anteriormente habían sido vasallos del Imperio timúrida, juraron lealtad al hijo de Tamerlán, Shahruj. Entre ellos se encontraba Jalilulah, que también se casó con una hija (la viuda de Qara Yusuf) del príncipe timúrida Abu Bakr ibn Miran Shah. En 1425, se enfrentó a una revuelta liderada por sus hermanos Kay-Qubad, Ishaq y Hashim. Sin embargo, con la ayuda de Shahruj, sofocó la revuelta. En 1432, Yar Ali, hijo del gobernante Qara Qoyunlu Iskandar, huyó a Shirván, donde Jalilulah le dio refugio. Esto aparentemente provocó la posterior invasión de Iskandar por parte de Shirván en 1433/1434, que llegó hasta la ciudad de Darband, regresando más tarde a Azerbaiyán con botín y cautivos. Jalilulah apeló al gobernante de Aq Qoyunlu, Uthman Beg, quien en respuesta invadió Armenia, gobernada por Qara Qoyunlu, capturando la ciudad de Erzurum en la primavera de 1434.
Entre 1456 y 1459, el líder safávida Shaij Ŷunayd hizo una alianza con el gobernante de Aq Qoyunlu Uzun Hasan al casarse con su hermana Khadija Begum. Con el apoyo de Uzun Hasan, Junayd hizo varias incursiones en el norte de Anatolia (Trebisonda) y Circasia, pero fue asesinado en marzo de 1460 por las fuerzas de Jalilulah durante una batalla cerca de Tabarsaran. Jalilulah murió en 1465 y fue enterrado en la ciudad de Bakú. Fue sucedido por su hijo Farrukh Yasar.
En 1500, tras la conquista safávida de Shirván, el comandante Khadem Beg Talish hizo desenterrar el cuerpo de Jalilulah, quemarlo y esparcirlo públicamente.